# مافن (مسبار)
مافن هو مسبار فضائي صمم لدراسة الغلاف الجوي للمريخ بينما يدور حول المريخ. أطلق مافن في 18 نوفمبر 2013 من مركز كيندي للفضاء بولاية كاليفورنيا الأمريكية  إلى كوكب المريخ في رحلة مدتها عشرة أشهر إلى المريخ. وصل المسبار إلى المريخ في الموعد المحدد في 22 سبتمبر 2014. مهمة مافن سوف تتركز على دراسة الغلاف الجوي للمريخ وفحصه وأخذ عينات من بقايا الغلاف.
اتخذ المسبار بعد وصوله إلى المريخ مدارا بيضويا حوله، اقرب نقطة على المدار تبعد عن الكوكب نحو 144 كيلومتر، وأقصى ارتفاع له يصل إلى 6228 كيلومتر. يبلغ طول المسبار نحو 11 مترا وسوف يقوم بخمس عمليات انخفاض عميق للاقتراب من سطح المريخ. وسيتيح المسبار تعيين حجم الغلاف الجوي للمريخ كما يرجى معرفة أسباب اختفاء الجزء الأكبر من جو المريخ، الشيء الذي يهمنا على الأرض، إذ كان المريخ في الماضي له غلافا جويا مشابه لجو الأرض، ويترك اختفائه من المريخ علامة استفهام كبيرة لنا على الأرض.

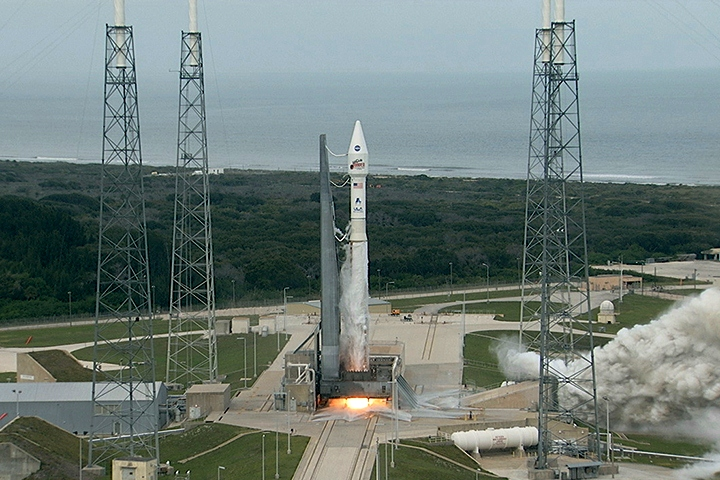
اطلق مسبار مافن بواسطة أطلس 5

## تاريخ
المهمة التي ينفذها مافن كانت جزءًا من برنامج كشف المريخ، والذي قطع في عام 2010، إلا أن كل من مهمة فينكس ومافن ومهام أخرى قد نتجت عنه. مهمات كشف المريخ تهدف إلى تكلفة منخفضة لا تزيد عن 485 مليون دولار، وهذا لا يتضمن تكلفة الإطلاق التي تبلغ 187 مليون دولار.
في 15 سبتمبر، 2008، أعلنت ناسا أنها اختارت مافن ليكون مهمة كشف المريخ لعام 2013. كان هناك مشروع آخر مرشح بصفة نهائية، بالإضافة إلى 8 مقترحات أخرى نافست مافن.
في 2 أغسطس، 2013، وصلت مركبة مافن إلى مركز كينيدي للفضاء لإجراء اختبارات الإطلاق. وخططت ناسا لإطلاق مافن من قاعدة كيب كانافيرال للقوات الجوية في 18 نوفمبر، 2013 باستخدام الصاروخ الحامل أطلس 5. ويتوقع وصول المسبار إلى مدار المريخ في سبتمبر 2014، في نفس الوقت الذي يصل فيه إلى المدار مسبار الهند المريخي مانجاليان.
في 1 أكتوبر، 2013، قبل تسعة أسابيع من موعد الإطلاق، أجبر إغلاق حكومي إلى تعليق العمل ليومين وكان هناك احتمال لتأجيل إطلاق المسبار لمدة 26 شهرًا. موعد الإطلاق المحدد كان 18 نوفمبر، 2013، وأي تأخير إلى ما بعد 7 ديسمبر كان يعني فقدان نافذة الإطلاق إذ يبتعد المريخ كثيرًا عن المحاذاو مع الأرض. إلا أنه وبعد يومين، أعلنت ناسا أن مهمة مافن أساسية جدًا للحفاظ على الاتصال بموارد ناسا الموجودة على سطح المريخ، بالتحديد أبورتيونيتي وكيوريوسيتي روفر، فخصصت ناسا تمويلًا للطوارئ لاستكمال التحضيرات للإطلاق في الموعد المحدد.

## اقرأ أيضا
- مارس باثفايندر
- مارينر 6 ومارينر 7
- مختبر علوم المريخ
- أبورتيونيتي
- سبيريت